# Gli Eraclidi
Gli Eraclidi (in greco antico: Ἡρακλεῖδαι?, Herakleîdai) è una tragedia di Euripide.

L'opera, databile al 430 a.C. circa, è anche la più breve di tutta la produzione euripidea (1055 versi) e la cosa ha fatto nascere nel critico Wilamowitz «il non infondato sospetto» che quella pervenutaci sia la versione ridotta di un altro lavoro più esteso. Tema simile era stato già trattato da Eschilo nelle Supplici.

## La trama
Nell'attica Maratona, presso l'altare consacrato a Zeus, i figli di Eracle (gli Eraclidi), hanno trovato rifugio dalla persecuzione di Euristeo, re di Argo e Micene, colui che aveva imposto a Eracle le celebri fatiche. Gli Eraclidi sono guidati e protetti da Iolao, compagno d'armi e cugino di Eracle, e con loro c'è Alcmena, madre di Eracle, ormai vecchia. Demofonte, re di Atene, rifiuta di consegnare i supplici all'araldo argivo venuto a riprenderli, e si dichiara disposto anche alla guerra pur di non abbandonare chi gli ha chiesto protezione, secondo la nobile tradizione di Atene. 
Si va quindi allo scontro armato, ma un oracolo impone il sacrificio di una nobile vergine per conseguire la vittoria. Demofonte a questo punto è incerto sul da farsi, ma Macaria, una delle figlie di Eracle, offre spontaneamente la propria vita per i fratelli. In tal modo la battaglia è vinta, e lo stesso Euristeo viene catturato da Iolao, che nonostante sia vecchio anche lui, ha comunque voluto partecipare alla battaglia, e condotto ad Atene. 
Alcmena, la madre adottiva di Eracle, ottiene che Euristeo sia punito con la morte, nonostante l'opposizione dei cittadini. Prima di morire Euristeo, per ricambiare l'intervento degli Ateniesi in suo favore, fa dono alla città di un oracolo secondo il quale il suo cadavere, se sepolto presso il santuario di Atena Pallade, sarà garanzia di eterna protezione.

## Analisi dell'opera
Poco vigoroso nel suo complesso, il dramma tratta la vicenda non inusuale di un gruppo di supplici che ottiene giustizia e protezione da un sovrano, pur se ciò può costare la guerra al paese ospitante. Dato il periodo in cui probabilmente furono composti, Gli Eraclidi sembrano svolgere il tema propagandistico di Atene come luogo di protezione per deboli e oppressi, i cui cittadini sono pronti a essere solidali col loro re al fine di garantire a chiunque il rispetto delle sacre leggi dell'ospitalità. 
Non sarebbe tuttavia prudente leggere tutto il dramma in chiave politica, e la critica di questi ultimi anni lo ha evidenziato, mostrando come i giudizi negativi su Argo non concordino con la politica effettivamente seguita dalla città in quel momento. Anche il sacrificio di Macaria appare costruito debolmente, specie se confrontato con il comportamento di analoghe figure di fanciulle destinate alla morte, come Polissena nell'Ecuba. 
Improntati a una linea di rispetto della tradizione sono gli ammonimenti alle donne a non considerare nulla più bello «che il silenzio, l'essere riservate e il restare in casa tranquille» e agli uomini in generale a «non portare invidia a chi sembra avere una buona sorte» se prima non sia morto, data la precarietà dei beni che il destino procura, e ciò secondo il famoso precetto, già ricordato diverse volte, che risaliva alla sapienza solonica.